# 鼻槁
鼻槁以鼻内干燥、鼻塞、鼻气腥臭、肌膜萎缩、鼻腔宽大为特征。若鼻气恶臭者，又称臭鼻症。鼻槁是一种发展缓慢的常见鼻病，以女性为多，且在妇女月经期或怀孕期症状更为明显。本病多发生于干寒地区、干燥的工作环境，症状在秋冬节季比春夏季节为重。相当于西医的萎缩性鼻炎。
```
 萎缩性鼻炎在结痂过程中会使患者呼吸不畅，严重者感觉呼吸困难。破坏结痂之后，把鼻涕弄出来之后可能会流血，或者黄色鼻涕。建议使用生理盐水清洗鼻道之后。
```

再配以医用石蜡油润滑，缓解干燥程度。使鼻腔内保持一定的湿润。